# La Porte du Der
La Porte du Der is een gemeente in het Franse departement Haute-Marne in de regio Grand Est en maakt deel uit van het arrondissement Saint-Dizier. De gemeente telde 2.112 inwoners op 1 januari 2022.

## Geschiedenis
La Porte du Der is op 1 januari 2016 ontstaan door de fusie van de gemeenten Montier-en-Der en Robert-Magny. 

## Geografie
De oppervlakte van La Porte du Der bedraagt 47,21 vierkante kilometer; Op 1 januari 2022 was de bevolkingsdichtheid 44,7 inwoners per km².
De Voire, een zijrivier van de Aube, stroomt door de gemeente.
De onderstaande kaart toont de ligging van La Porte du Der met de belangrijkste infrastructuur en aangrenzende gemeenten.

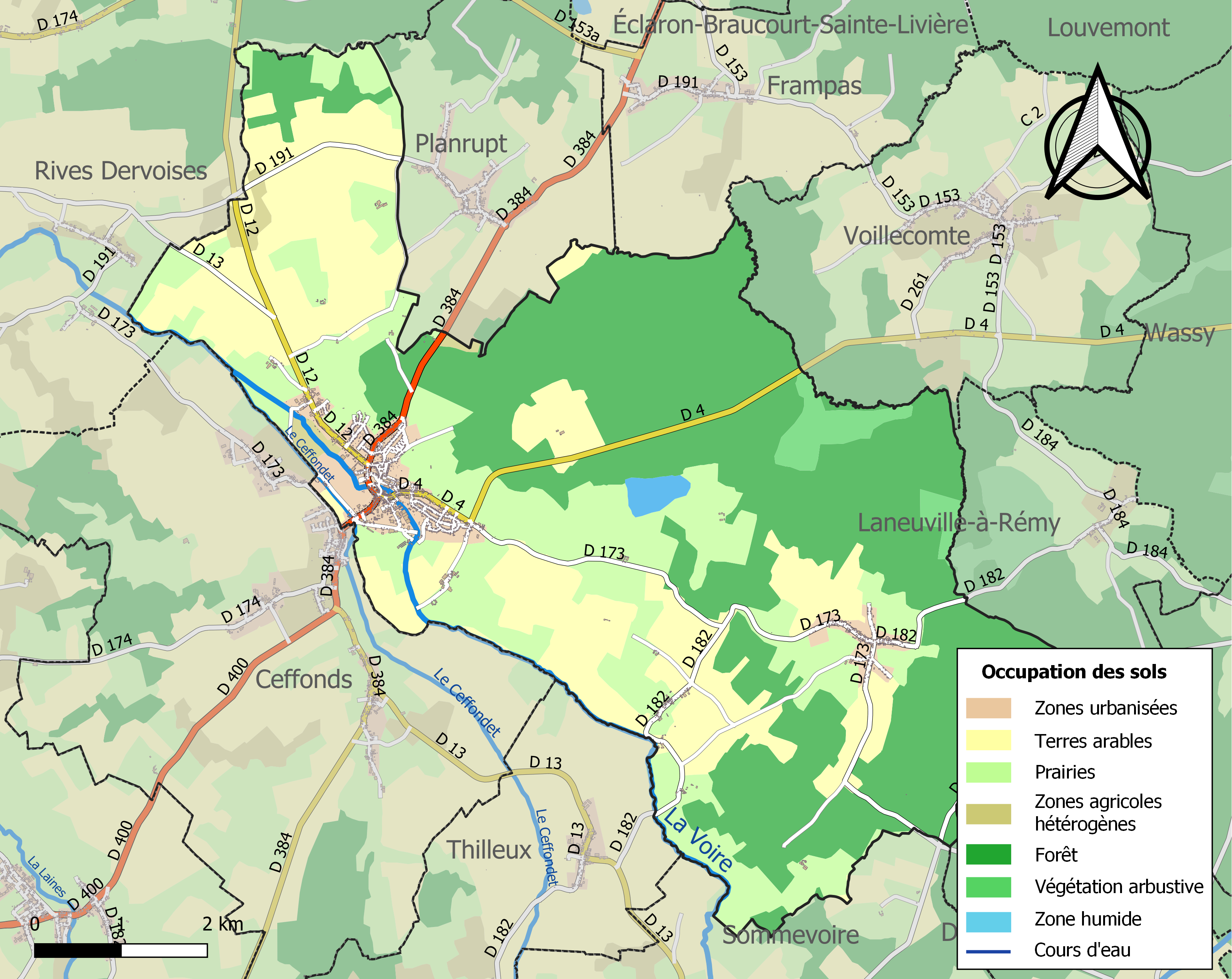

## Bezienswaardigheden
De kerk Saint-Rémi van Montier-en-Der is de voormalige abdijkerk van de abdij van Der. De kerk is 70 m lang en heeft een romaans schip en een gotisch koor. Het chevet is 13e-eeuws en de kapel Saint-Berchaire is 14e-eeuws. De abdijgebouwen zelf zijn grotendeels afgebroken in 1860. In de plaats kwamen de gebouwen van de Haras national, een stoeterij. Hier werden paarden gekweekt voor het Franse leger en werd er aan rasveredeling gedaan. Op het ereplein van de stoeterij staat een 38 meter hoge sequoia uit 1870.
De Halle au Blé (graanhal) is uit het midden van de 19e eeuw en herbergt het gemeentehuis.
Het Propriété Japiot in Montier-en-Der is een geheel van Engelse en Franse tuinen, beschermd als historisch monument.
De voornaamste bezienswaardigheid van het dorp Robert-Magny is de kerk Saint-Barthélemy. Het koor en een deel van het schip zijn 16e-eeuws. In de 18e eeuw werd het schip vergroot met een travee in neoclassicistische stijl.

## Sport
In de gemeente ligt de paardenrenbaan Hippodrome de la Crouée, in gebruik sinds 1849.
Attancourt · Bailly-aux-Forges · Brousseval · Ceffonds · Domblain · Dommartin-le-Franc · Doulevant-le-Petit · Fays · Frampas · Laneuville-à-Rémy · Magneux · Montreuil-sur-Blaise · Morancourt · Planrupt · La Porte du Der · Rachecourt-Suzémont · Rives Dervoises · Sommancourt · Sommevoire · Thilleux · Troisfontaines-la-Ville · Valleret · Vaux-sur-Blaise · Ville-en-Blaisois · Voillecomte · Wassy